# Laragne-Montéglin (tổng)
Tổng Laragne-Montéglin là một tổng của Pháp nằm ở tỉnh Hautes-Alpes trong vùng Provence-Alpes-Côte d'Azur.

## Địa lý
Tổng này được tổ chức xung quanh Laragne-Montéglin thuộc quận Gap. Độ cao thay đổi từ 460 m (Le Poët) đến 1 422 m (Ventavon) với độ cao trung bình 636 m.

## Hành chính
| Giai đoạn | Ủy viên          | Đảng | Tư cách                      |
| --------- | ---------------- | ---- | ---------------------------- |
| 2008-2014 | Auguste Truphème | DVG  |                              |
| 2001-2008 | Auguste Truphème | DVG  | Président du Conseil général |

## Các đơn vị cấp dưới
Tổng Laragne-Montéglin gồm 7 xã với dân số là 5 594 người (điều tra năm 1999, dân số không tính trùng)
| Xã                | Dân số | Mã bưu chính | Mã insee |
| ----------------- | ------ | ------------ | -------- |
| Eyguians          | 237    | 05300        | 05053    |
| Laragne-Montéglin | 3 296  | 05300        | 05070    |
| Lazer             | 274    | 05300        | 05073    |
| Monêtier-Allemont | 265    | 05110        | 05078    |
| Le Poët           | 690    | 05300        | 05103    |
| Upaix             | 376    | 05300        | 05173    |
| Ventavon          | 456    | 05300        | 05178    |

## Biến động dân số
| 1962                                                     | 1968  | 1975  | 1982  | 1990  | 1999  |
| -------------------------------------------------------- | ----- | ----- | ----- | ----- | ----- |
| 4 656                                                    | 5 418 | 5 756 | 5 497 | 5 413 | 5 594 |
| Nombre retenu à partir de 1962 : dân số không tính trùng |       |       |       |       |       |